# The Move
The Move (dt. „die Bewegung“) war eine britische Rockband aus Birmingham aus den 1960er und frühen 1970er Jahren.

## Geschichte
Die Band wurde Ende 1965 gegründet als eine Art Supergroup der Birminghamer Musikszene von Carl Wayne (Gesang), Chris „Ace“ Kefford (Bass) und Bev Bevan (Schlagzeug), alle von Carl Wayne and the Vikings, Roy Wood (Gitarre) von Mike Sheridan and the Nightriders (kurz darauf umbenannt in Idle Race), Trevor Burton (Gitarre) von Danny King and the Mayfair Set.
Angeblich kam The Move durch einen Tipp von David Bowie zustande. Auch Schlagzeuger John Bonham (später Led Zeppelin) wurde gefragt, lehnte aber ab.
Die Gruppe wurde dank der starken Promotion ihres Managers Tony Secunda, der auch für die Moody Blues arbeitete, schnell über Birmingham hinaus bekannt. Sie hatten bald regelmäßige Auftritte im Londoner Marquee Club und wurden mit The Who verglichen. 1967 kam die erste Single Night of Fear heraus, die, wie die meisten Stücke, von Roy Wood geschrieben wurde. Secunda stolperte über einen kleinen Skandal, weil die Gruppe vom britischen Premierminister Harold Wilson wegen Verunglimpfung verklagt wurde, nachdem er zum Erscheinen der Single Flowers in the Rain eine anstößige Werbepostkarte veröffentlicht hatte, die Wilson im Bad karikierte. Die Tantiemen für das Stück gehen noch heute an Wohltätigkeitsorganisationen. Neuer Manager wurde nun Don Arden.
1968 erschien die erste LP The Move. Kurz danach verließ Kefford die Band. Burton spielte daraufhin Bass. Auch er verließ die Gruppe noch vor der nächsten LP Shazam 1970 und wurde durch Rick Price ersetzt. Offenbar gab es längere Zeit Uneinigkeit über die musikalische Richtung. Die einzige US-Tour verlief enttäuschend. Für kurze Zeit übernahm Peter Walsh das Management, der die Gruppe in eine Comedy-Richtung führen wollte. Carl Wayne, der diese Richtung bevorzugte, drohte nach dem Flop der Single Wild Tiger Woman seinen Abgang an, falls nicht demnächst ein Nr.-1-Hit folgen würde. Dieser kam prompt mit Blackberry Way. Wegen Unstimmigkeiten und Roy Woods neuem orchestralen Rock-Projekt verließ Carl Wayne dennoch im Januar 1970 die Gruppe. Mit Waynes Abgang wurde Manager Peter Walsh gefeuert und wieder durch Don Arden ersetzt. Für Carl Wayne kam Jeff Lynne von der Gruppe Idle Race, bei der früher Roy Wood gespielt hatte, als sie noch den Namen Mike Sheridan and the Nightriders trug. Aus dieser Periode stammt das dritte Album Looking On. Das erste Stück, auf dem Lynne mitspielte, ist Brontosaurus. Das letzte Album Message from the Country, schon ohne Rick Price, erschien schließlich 1971.
Jeff Lynne war The Move nur beigetreten, weil ihm die Bildung einer neuen Band zugesagt worden war. Rick Price gefiel diese Neuorientierung nicht und er verließ die Gruppe, weil es lange Zeit kaum noch zu Auftritten kam. Auf dem ersten ELO-Stück spielt er noch mit.
Zunächst parallel zu The Move verfolgten die drei verbliebenen Musiker ab 1971 das Projekt Electric Light Orchestra (ELO), eine Band, die Woods experimentellen Ambitionen und multiinstrumentellen Fähigkeiten entgegenkam. The Move geriet darüber in den Hintergrund und wurde 1972 nach Veröffentlichung der letzten Single California Man aufgelöst. Roy Wood trennte sich allerdings schon nach der ersten LP wieder vom Electric Light Orchestra und übernahm die vertraglichen Verpflichtungen von The Move mit der Gruppe Wizzard, bei der auch Rick Price wieder mitspielte.
Carl Wayne wirkte später wie auch John Bonham noch bei Plattenaufnahmen von Roy Wood mit. Im Jahr 2000 wurde er Sänger der Hollies. Er starb 2004 an Krebs.

## Diskografie

### Alben
| Jahr | Titel      | Höchstplatzierung, Gesamtwochen, AuszeichnungChartplatzierungen (Jahr, Titel, Platzierungen, Wochen, Auszeichnungen, Anmerkungen) | Höchstplatzierung, Gesamtwochen, AuszeichnungChartplatzierungen (Jahr, Titel, Platzierungen, Wochen, Auszeichnungen, Anmerkungen) | Anmerkungen |
| Jahr | Titel      | UK | US | Anmerkungen |
| ---- | ---------- | --- | --- | ----------- |
| 1968 | The Move   | UK15 (9 Wo.)UK | — |             |
| 1973 | Split Ends | — | US172 (8 Wo.)US | Kompilation |

Weitere Alben
- 1968: Something Else (EP, 1968)
- 1970: Shazam (1970)
- 1970: Looking On (1970)
- 1971: Message from the Country (1971)
- 2009:   Anthology 1966-1972 Box Set (2009)
- 2012:   Live At The Fillmore 1969 (2012)
- 2017:   Magnetic Waves Of Sound - The Best Of + DVD (2017)
- 2018:   In Europe 1966-1967 Live (2018)

### Singles
| Jahr | Titel Album               | Höchstplatzierung, Gesamtwochen, AuszeichnungChartplatzierungen (Jahr, Titel, Album, Platzierungen, Wochen, Auszeichnungen, Anmerkungen) | Höchstplatzierung, Gesamtwochen, AuszeichnungChartplatzierungen (Jahr, Titel, Album, Platzierungen, Wochen, Auszeichnungen, Anmerkungen) | Anmerkungen                  |
| Jahr | Titel Album               | UK | US | Anmerkungen                  |
| ---- | ------------------------- | --- | --- | ---------------------------- |
| 1967 | Night of Fear             | UK2 (10 Wo.)UK | — |                              |
| 1967 | I Can Hear the Grass Grow | UK5 (10 Wo.)UK | — |                              |
| 1967 | Flowers in the Rain       | UK2 (13 Wo.)UK | — | Erster Titel auf BBC Radio 1 |
| 1968 | Fire Brigade              | UK3 (11 Wo.)UK | — |                              |
| 1968 | Blackberry Way            | UK1 (12 Wo.)UK | — |                              |
| 1969 | Curly                     | UK12 (12 Wo.)UK | — |                              |
| 1970 | Brontosaurus              | UK5 (10 Wo.)UK | — |                              |
| 1971 | Tonight                   | UK11 (10 Wo.)UK | — |                              |
| 1971 | Chinatown                 | UK24 (8 Wo.)UK | — |                              |
| 1972 | California Man            | UK7 (14 Wo.)UK | — |                              |
| 1972 | Do Ya                     | — | US93 (5 Wo.)US |                              |

Weitere Singles
- 1968: Wild Tiger Woman / Omnibus
- 1968:   Something Else From The Move / Promo
- 1969:   Something / Yellow Rainbow
- 1970:   Hello Susie / Flowers In The Rain / Fire Brigade
- 1971:   Turkish Tram Conductor Blues / Beautiful Daughter
- 1971:   Down On The Bay / Ella James
- 1970: When Alice Comes Back To The Farm / Kilroy Was Here

### Trivia
Im Jahr 2007 erschienen die beiden Alben The Move und Shazam zum wiederholten Male auf CD, nun jeweils ergänzt um mehrere Bonustracks. Von besonderer Bedeutung sind einige erstmals verfügbare, teils auch längere Stereoversionen, so etwa die Titel Flowers in the Rain, Here We Go Round the Lemon Tree und Fire Brigade. Grundlage dieser Veröffentlichungen waren die zunächst unauffindbaren originalen Masterbänder des Albums The Move, darunter Mehrspur-Aufnahmen, die schließlich unter anderem in einem vergessenen Lager eines Londoner Bahnhofs entdeckt wurden. Außerdem erschien 2012 ein Video unter dem Titel The Lost Broadcasts. Seit 2016 gibt es zusätzliche Erweiterungen (Bonustracks) der Alben The Move, Shazam und Looking On.

## Bücher
- Jürgen Wanda: Blackberry Way MOVE, ELECTRIC LIGHT ORCHESTRA, Roy Wood, Jeff Lynne und Steve Gibbons. Star Cluster Publications, Berlag U. Zimmermann, Balve 1996,  ISBN 3-925005-78-1.